# Campionati europei maschili di pallacanestro Under-20
FIBA EuroBasket Under 20, meglio conosciuto come Campionato Europeo di pallacanestro Under 20, è una competizione internazionale di pallacanestro per nazionali composte da giocatori che abbiano compiuto al massimo il ventesimo anno di età, organizzata dalla FIBA. Fino al 1998 la competizione era invece riservata alle rappresentative Under 22.
La prima edizione risale al 1992, e fino al 2004 ha avuto cadenza biennale. Dal 2005, viene organizzata annualmente.

## Albo d'oro
| Anno          | Nazione ospitante                        | Finale 1º/2º        | Finale 1º/2º | Finale 1º/2º  | Finale 3º/4º        | Finale 3º/4º | Finale 3º/4º |
| Anno          | Nazione ospitante                        | Vincitore           | punteggio    | Secondo posto | Terzo posto         | punteggio    | Quarto posto |
| ------------- | ---------------------------------------- | ------------------- | ------------ | ------------- | ------------------- | ------------ | ------------ |
| 1992 dettagli | Grecia Atene                             | Italia              | 65–63        | Grecia        | Francia             | 63–60        | Israele      |
| 1994 dettagli | Slovenia Maribor, Postumia, Lubiana      | Bielorussia         | 96–91        | Italia        | Spagna              | 83–69        | Grecia       |
| 1996 dettagli | Turchia Bursa, Istanbul                  | Lituania            | 85–81        | Spagna        | Jugoslavia          | 67–62        | Turchia      |
| 1998 dettagli | Italia Trapani                           | Jugoslavia          | 92–73        | Slovenia      | Turchia             | 64–57        | Spagna       |
| 2000 dettagli | Macedonia del Nord Ocrida                | Slovenia            | 66–65        | Israele       | Spagna              | 82–77        | Croazia      |
| 2002 dettagli | Lituania Kaunas, Alytus, Vilnius         | Grecia              | 77–73        | Spagna        | Francia             | 95–78        | Russia       |
| 2004 dettagli | Rep. Ceca Brno                           | Slovenia            | 66–61        | Israele       | Lituania            | 92–63        | Grecia       |
| 2005 dettagli | Russia Čechov                            | Russia              | 61–53        | Lituania      | Serbia e Montenegro | 63–45        | Israele      |
| 2006 dettagli | Turchia Smirne                           | Serbia e Montenegro | 64–58        | Turchia       | Slovenia            | 83–75        | Italia       |
| 2007 dettagli | Slovenia Italia Nova Gorica, Gorizia     | Serbia              | 87–78        | Spagna        | Italia              | 74–63        | Russia       |
| 2008 dettagli | Lettonia Riga                            | Serbia              | 96–89        | Lituania      | Spagna              | 91–72        | Turchia      |
| 2009 dettagli | Grecia Rodi, Ialysos                     | Grecia              | 90–85        | Francia       | Spagna              | 75–72        | Italia       |
| 2010 dettagli | Croazia Zara, Cirquenizza, Macarsca      | Francia             | 73–62        | Grecia        | Spagna              | 86–79        | Croazia      |
| 2011 dettagli | Spagna Bilbao                            | Spagna              | 82–70        | Italia        | Francia             | 66–50        | Russia       |
| 2012 dettagli | Slovenia Domžale, Kranjska Gora, Lubiana | Lituania            | 50-49        | Francia       | Spagna              | 67-66        | Serbia       |
| 2013 dettagli | Estonia Tallinn                          | Italia              | 67-60        | Lettonia      | Spagna              | 70-63        | Russia       |
| 2014 dettagli | Grecia Candia, Retimo                    | Turchia             | 65-57        | Spagna        | Serbia              | 79-66        | Croazia      |
| 2015 dettagli | Italia Lignano Sabbiadoro, Latisana      | Serbia              | 70-64        | Spagna        | Turchia             | 84-74        | Francia      |
| 2016 dettagli | Finlandia Helsinki                       | Spagna              | 68-55        | Lituania      | Turchia             | 76-61        | Germania     |
| 2017 dettagli | Grecia Creta                             | Grecia              | 65-56        | Israele       | Francia             | 72-58        | Spagna       |
| 2018 dettagli | Germania Chemnitz                        | Israele             | 80-66        | Croazia       | Germania            | 80-71        | Francia      |
| 2019 dettagli | Israele Tel Aviv                         | Israele             | 92-84        | Spagna        | Germania            | 73-65        | Francia      |
| 2022 dettagli | Montenegro Podgorica                     | Spagna              | 69-61        | Lituania      | Montenegro          | 86-77        | Israele      |
| 2023 dettagli | Grecia Candia                            | Francia             | 89-79 (dts)  | Israele       | Grecia              | 68-64 (dts)  | Belgio       |
| 2024 dettagli | Polonia Gdynia                           | Francia             | 82-78        | Slovenia      | Grecia              | 70-68        | Belgio       |
| 2025 dettagli | Grecia Candia                            | Italia              | 83-66        | Lituania      | Francia             | 73-62        | Serbia       |

## Medagliere
| Pos. | Paese       | Oro | Argento | Bronzo | Totale |
| ---- | ----------- | --- | ------- | ------ | ------ |
| 1    | Serbia      | 5   | 0       | 3      | 8      |
| 2    | Spagna      | 3   | 6       | 7      | 16     |
| 3    | Grecia      | 3   | 2       | 1      | 6      |
| 3    | Italia      | 3   | 2       | 1      | 6      |
| 5    | Lituania    | 2   | 4       | 1      | 7      |
| 6    | Israele     | 2   | 4       | 0      | 6      |
| 7    | Francia     | 2   | 2       | 4      | 8      |
| 8    | Slovenia    | 2   | 1       | 1      | 4      |
| 9    | Turchia     | 1   | 1       | 3      | 5      |
| 10   | Russia      | 1   | 0       | 0      | 1      |
| 10   | Bielorussia | 1   | 0       | 0      | 1      |
| 12   | Lettonia    | 0   | 1       | 0      | 1      |
| 12   | Croazia     | 0   | 1       | 0      | 1      |
| 14   | Germania    | 0   | 0       | 2      | 2      |
| 15   | Montenegro  | 0   | 0       | 1      | 1      |

## Marcatori
| Anno | Top Scorer            | PPG  |
| ---- | --------------------- | ---- |
| 1996 | İbrahim Kutluay       | 22,3 |
| 1998 | Igor Rakočević        | 21,1 |
| 2000 | Vlado Ilievski        | 23,0 |
| 2002 | Marko Popović         | 25,0 |
| 2004 | Kōstas Vasileiadīs    | 25,5 |
| 2005 | Damir Markota         | 18,3 |
| 2006 | Ernests Kalve         | 20,5 |
| 2007 | Ronalds Zaķis         | 24,7 |
| 2008 | Vladimir Dašić        | 22,8 |
| 2009 | Robin Benzing         | 22,2 |
| 2010 | Nikos Pappas          | 22,1 |
| 2011 | Nikola Mirotić        | 27,0 |
| 2012 | Marko Mugoša          | 18,0 |
| 2013 | Dani Díez             | 18,7 |
| 2014 | Aleksandăr Vezenkov   | 19,3 |
| 2015 | Manu Lecomte          | 19,6 |
| 2016 | Lauri Markkanen       | 24,9 |
| 2017 | Svjatoslav Mychajljuk | 20,4 |
| 2018 | Elijah Clarance       | 22,4 |
| 2019 | Giōrgos Kalaitzakīs   | 19,7 |
| 2022 | Mantas Rubštavičius   | 19,7 |
| 2023 | Orri Gunnarsson       | 18,3 |

## Assist
| Anno | Top Scorer            | APG |
| ---- | --------------------- | --- |
| 1996 | Dzmitry Kuzmin        | 6,0 |
| 1998 | Kęstutis Marčiulionis | 2,3 |
| 2000 | Sani Bečirovič        | 3,3 |
| 2002 | Marko Popović         | 7,1 |
| 2004 | Víctor Sada           | 4,3 |
| 2005 | Jure Močnik           | 5   |
| 2006 | Edgars Jeromanovs     | 6,3 |
| 2007 | Miloš Teodosić        | 5,4 |
| 2008 | Quino Colom           | 6,1 |
| 2009 | Dmitrij Chvostov      | 6,1 |
| 2010 | Andrew Albicy         | 5,9 |
| 2011 | Josep Franch          | 5,1 |
| 2012 | Klym Artamonov        | 5,3 |
| 2013 | Klym Artamonov        | 6,2 |
| 2014 | Matic Rebec           | 9,0 |
| 2015 | Radovan Kouřil        | 5,5 |
| 2016 | Žan Mark Šiško        | 7,1 |
| 2017 | Tamir Blatt           | 9,3 |
| 2018 | Pol Figueras          | 6,4 |
| 2019 | Yam Madar             | 7,7 |
| 2022 | Vito Kučić            | 6,4 |
| 2023 | Noam Yaacov           | 7,6 |

## Rimbalzi
| Anno | Top Scorer          | RPG  |
| ---- | ------------------- | ---- |
| 1996 | Radoslav Nesterovič | 9,6  |
| 1998 | Samuele Podestà     | 9,6  |
| 2000 | Andrija Žižić       | 10,3 |
| 2002 | Nenad Krstić        | 11,3 |
| 2004 | Paulius Jankūnas    | 12,1 |
| 2005 | Damir Markota       | 10,8 |
| 2006 | Carlos Suárez       | 10,4 |
| 2007 | Povilas Butkevičius | 11,7 |
| 2008 | Miroslav Raduljica  | 10,9 |
| 2009 | Nikola Vučević      | 10,8 |
| 2010 | Furkan Aldemir      | 11,6 |
| 2011 | Furkan Aldemir      | 15,9 |
| 2012 | V"jačeslav Bobrov   | 8,9  |
| 2013 | Tomaž Bolčina       | 8,9  |
| 2014 | Aleksandăr Vezenkov | 11,2 |
| 2015 | Domantas Sabonis    | 13,2 |
| 2016 | Regimantas Miniotas | 9,3  |
| 2017 | Simon Birgander     | 13,8 |
| 2018 | Miloš Popović       | 11,4 |
| 2019 | Marko Simonović     | 13,0 |
| 2022 | Adem Bona           | 10,9 |
| 2023 | Daniel Wolf         | 12,0 |

## Premi e riconoscimenti

### MVP del torneo
| Anno | MVP                      |
| ---- | ------------------------ |
| 1996 | Radoslav Nesterovič      |
| 1998 | Igor Rakočević           |
| 2000 | Sani Bečirovič           |
| 2002 | Nikos Zīsīs              |
| 2004 | Erazem Lorbek            |
| 2005 | Nikita Kurbanov          |
| 2006 | Ersan İlyasova           |
| 2007 | Miloš Teodosić           |
| 2008 | Miroslav Raduljica       |
| 2009 | Kōstas Papanikolaou      |
| 2010 | Andrew Albicy            |
| 2011 | Nikola Mirotić           |
| 2012 | Léo Westermann           |
| 2013 | Amedeo Della Valle       |
| 2014 | Cedi Osman               |
| 2015 | Marko Gudurić            |
| 2016 | Marc García              |
| 2017 | Vasilīs Charalampopoulos |
| 2018 | Yovel Zoosman            |
| 2019 | Deni Avdija              |
| 2022 | Juan Núñez               |
| 2023 | Ilias Kamardine          |
| 2024 | Zacharie Perrin          |
| 2025 | Francesco Ferrari        |

### Migliori quintetti
| Anno | Quintetto                                                                                 |
| ---- | ----------------------------------------------------------------------------------------- |
| 2004 | Erazem Lorbek - Linas Kleiza - Ivan Koljević - Yotam Halperin - Kōstas Vasileiadīs        |
| 2005 | Nikita Kurbanov - Renaldas Seibutis - Artūras Jomantas - Luka Bogdanović - Lior Eliyahu   |
| 2006 | Ersan İlyasova - Cenk Akyol - Emir Preldžič - Nikola Peković - Luca Vitali                |
| 2007 | Miloš Teodosić - Aleksej Šved - Luigi Datome - Dragan Labović - Xavi Rey                  |
| 2008 | Miroslav Raduljica - Quino Colom - Martynas Gecevičius - Víctor Claver - Vladimir Dašić   |
| 2009 | Kōstas Papanikolaou - Antoine Diot - Kevin Séraphin - Nikola Vučević - Xavi Rabaseda      |
| 2010 | Andrew Albicy - Nikos Pappas - Kōstas Papanikolaou - Nikola Mirotić - Mario Delaš         |
| 2011 | Nikola Mirotić - Evan Fournier - Alessandro Gentile - Furkan Aldemir - Bojan Dubljević    |
| 2012 | Léo Westermann - Rudy Gobert - Edgaras Ulanovas - Dani Díez - Klemen Prepelič             |
| 2013 | Amedeo Della Valle - Awudu Abass - Dani Díez - Jānis Bērziņš - Kaspars Vecvagars          |
| 2014 | Cedi Osman - Aleksandăr Vezenkov - Matic Rebec - Nikola Janković - Guillermo Hernangómez  |
| 2015 | Manu Lecomte - Nikola Rebić - Marko Gudurić - Juancho Hernangómez - Emircan Koşut         |
| 2016 | Francisco Alonso - Marc García - Kristupas Žemaitis - Lauri Markkanen - Ömer Yurtseven    |
| 2017 | Tamir Blatt - Vasilīs Charalampopoulos - Tryggvi Hlinason - Antōnīs Koniarīs - Amine Noua |
| 2018 | Kostja Mushidi - Mate Kalajžić - Filip Stanić - Deni Avdija - Yovel Zoosman               |
| 2019 | Carlos Alocén - Philipp Herkenhoff - Deni Avdija - Sergi Martínez - Yam Madar             |
| 2022 | Adem Bona - Mantas Rubštavičius - Noam Dovrat - Fedor Žugić - Juan Núñez                  |
| 2023 | Daniel Wolf - Thijs De Ridder - Vangelis Zougris - Ilias Kamardine - Noam Yaacov          |
| 2024 | Zacharie Perrin - Noah Penda - Vangelis Zougris - Nathan Missia-Dio - Urban Klavzar       |
| 2025 | Francesco Ferrari - Mantas Juzenas - Roman Domon - Pavle Nikolic - Alexandros Samodurov   |